# 前川涼子
前川 涼子（まえかわ りょうこ、8月6日 - ）は、日本の女性声優。神奈川県出身。アスレーベン所属。

## 略歴
相模女子大学出身。大学では人間社会学部社会マネジメント学科に属していた。
総合学園ヒューマンアカデミーパフォーミングアーツカレッジを卒業後、2014年よりアトミックモンキーに所属。
2025年7月31日をもってアトミックモンキーを退所。8月1日よりアスレーベンに所属。

## 人物
趣味・特技は競技かるた、女性アイドル鑑賞、エッセイを書くこと。
父親は『ドラゴンボールZ』、『デジモンアドベンチャー』などの脚本で知られる前川淳である。
一人っ子である。

## 出演
太字はメインキャラクター。

### テレビアニメ
2012年
- FAIRY TAIL（子供、乗組員、トームマン）

2014年
- 精霊使いの剣舞（シルフィードの騎士、生徒、女生徒）
- 四月は君の嘘（2014年 - 2015年、ソフト部員、ランナー、女子生徒）

2015年
- GON -ゴン-（ボウ）
- ミカグラ学園組曲（友人、客）
- ハイスクールD×D BorN（ポーン）
- ハロー!!きんいろモザイク（放送音声）
- 電波教師（生徒A）

2016年
- 金田一少年の事件簿R（ナース）
- 遊☆戯☆王ARC-V（2016年 - 2017年、笹山サヤカ）
- 坂本ですが?（女子児童、女子生徒）
- 名探偵コナン（ゾンビ女）
- ステラのまほう（布田裕美音）

2017年
- 3月のライオン（生徒）
- 月がきれい（水野彩音）
- ひなこのーと（女性客）
- Just Because!（放送部部長）
- キノの旅 -the Beautiful World- the Animated Series（黒子B、母親）
- クジラの子らは砂上に歌う（フラノ、ミナトネ、女）
- アイドルマスター SideM（女子）

2018年
- たくのみ。（客B）
- こみっくがーるず（女子）
- ポチっと発明 ピカちんキット（女の子アイドル）
- 鹿楓堂よついろ日和（お客さん）
- PERSONA5 the Animation（ニュースキャスター）
- 多田くんは恋をしない（イベント係員）
- あそびあそばせ（樋口先生、将棋部部長）
- レイトン ミステリー探偵社 〜カトリーのナゾトキファイル〜（ローズ・アルビーン）
- 転生したらスライムだった件（2018年 - 2021年、エルフB） - 2シリーズ
- グラゼニ（ユキの友達）
- となりの吸血鬼さん（女の子B）

2019年
- RobiHachi（キャバ嬢）
- フルーツバスケット（従姉）
- おじゃる丸（うすいさちよの同級生、蕎麦）
- ひとりぼっちの○○生活（多田久渡らむ）
- コップクラフト（エイミー・フューリー、市警本部・無線、マダム、リポーター）
- Z/X Code reunion（笹ヶ峰由岐）
- ハイスコアガールII（使用人B）
- BEASTARS（女子生徒）
- スタンドマイヒーローズ PIECE OF TRUTH（男の子）
- 厨病激発ボーイ（客）
- エッグカー（2019年 - 2020年、アリの王子、小さいクモ）

2020年
- pet（健治の彼女）
- ランウェイで笑って（保育園の先生、スタッフB）
- 異種族レビュアーズ（ツタ〈おかみ〉、ホネミ）
- イエスタデイをうたって（カンスケ）
- ハクション大魔王2020（健太くん）
- ミュークルドリーミー（2020年 - 2021年、女子①、1年女子②、ナオミ） - 2シリーズ
- A3!（通行人）
- シャドウバース（幼いルシア）

2021年
- 弱キャラ友崎くん（2021年 - 2024年、夏林花火） - 2シリーズ
- 裏世界ピクニック（カフェ店員）
- Dr.STONE（2021年 - 2023年、勧誘した若者、女性） - 2シリーズ
- 恋と呼ぶには気持ち悪い（斎藤）
- カードファイト!! ヴァンガード overDress（駅員）
- 無職転生 〜異世界行ったら本気だす〜（2021年 - 2024年、ヴェラ） - 2シリーズ
- 見える子ちゃん（高橋）

2022年
- 処刑少女の生きる道（女店員）
- 乙女ゲー世界はモブに厳しい世界です（女子）
- ヒーラー・ガール（子供達、生徒達）
- 虫かぶり姫（アニー）
- 恋愛フロップス（女子生徒）
- 陰の実力者になりたくて!（2022年 - 2023年、女子生徒、オメガ、幼少期アルファ役、幼少期ガンマ役、幼少期ゼータ役） - 2シリーズ
- 機動戦士ガンダム 水星の魔女（2022年 - 2023年、イリーシャ・プラノ） - 2シリーズ

2023年
- お隣の天使様にいつの間にか駄目人間にされていた件（女子生徒）
- 贄姫と獣の王（馬族B）
- 【推しの子】（女子高生）

2024年
- BEYBLADE X（2024年 - 2025年、難波ゆに）
- アイドルマスター シャイニーカラーズ（大崎甜花） - 2シリーズ
- Lv2からチートだった元勇者候補のまったり異世界ライフ（女バナザ）
- 俺は全てを【パリイ】する 〜逆勘違いの世界最強は冒険者になりたい〜（リーン）

2025年
- mono（女の子C、イマジナリー田島）

### 劇場アニメ
- 劇場版 銀魂 完結篇 万事屋よ永遠なれ（2013年）[2]
- 心が叫びたがってるんだ。（2015年、栃倉[2]）
- 遊☆戯☆王 THE DARK SIDE OF DIMENSIONS（2016年）[2]
- 映画しまじろう しまじろうとそらとぶふね（2021年、モーディ三男[28]）

### OVA
- ストライク・ザ・ブラッド III（2019年、看護師）
- まじもじるるも 完結編（2019年、魔女A） - 原作第3部コミックス第9巻OAD付限定版
- 超次元ゲイム ネプテューヌ 〜ねぷねぷだらけの感謝祭〜（2021年、女性A）

### Webアニメ
- ケンガンアシュラ（2019年、吉沢心美[29]） - 2シリーズ
- ゼノンザード THE ANIMATION（2020年、女子生徒B）
- 範馬刃牙VSケンガンアシュラ（2024年、吉沢心美[30]）

### ゲーム
2014年
- マブラヴ オルタネイティヴ トータル・イクリプス - PC版

2017年
- 崩壊3rd（ウェンディ）
- Ragnarok〜ヴァルハラサーガ（ロタ）
- きららファンタジア（2017年 - 2020年、布田裕美音）

2018年
- 共闘ことばRPG コトダマン（コロン）
- アイドルマスター シャイニーカラーズ（2018年 - 2024年、大崎甜花）
- 三極ジャスティス（鈴木流星）
- プレカトゥスの天秤（カミラ・スターリング）

2019年
- D.C.4 〜ダ・カーポ4〜（美嶋未羽）
- ガーディアン・プロジェクト（ダンケルク）
- Memories of Link（エリカ）

2020年
- ファイナルギア -重装戦姫-（PN26イーレヒース）

2021年
- アイドルマスター ポップリンクス（大崎甜花）
- D.C.4 Fortunate Departures 〜ダ・カーポ4〜 フォーチュネイトデパーチャーズ（美嶋未羽）
- アイドルマスター スターリットシーズン（2021年 - 2022年、大崎甜花）

2022年
- ヘブンバーンズレッド（2022年 - 2024年、和泉ユキ）
- エターナルツリー（シルティア、千景）
- アズールレーン（ボルツァーノ）
- 原神（コレイ）
- Fit Boxing 北斗の拳 〜お前はもう痩せている〜（リン）

2023年
- タワーオブスカイ（センカ）
- アイドルマスター シャイニーカラーズ Song for Prism（2023年 - 2024年、大崎甜花）

2024年
- ベイブレードエックス XONE（難波ゆに）

### ドラマCD
- ひだまりが聴こえる（2016年、航平母）
- ひだまりが聴こえる-幸福論-（2017年、航平母）
- 弱キャラ友崎くん（2020年、夏林花火）※文庫第8.5巻ドラマCD付き特装版[49]

### ボイスドラマ
- ASMR 幼なじみとの思い出〜ルリカと過ごす静かな月夜〜（2021年、調宮瑠璃佳[50]）
- ASMR 幼なじみとの思い出〜ゲーマー少女の睡眠誘導RTA〜（2023年、調宮瑠璃佳[50]）

### ラジオ
※はインターネット配信。
- 諏訪道彦のスワラジ（2015年、超!A&G+※） - アシスタント[6]
- TVアニメ「ステラのまほう」SNS部の進捗どうですか?（2016年 - 2017年、音泉※）[51]
- アイドルマスター シャイニーカラーズ はばたきラジオステーション（2018年 - 、ASOBI CHANNEL※） - 週替わりパーソナリティ
- THE IDOLM@STER MUSIC ON THE RADIO（2020年、ニコニコ生放送※） - アシスタントパーソナリティー
- 前川涼子のことばがき（2020年3月30日 - 2020年4月20日、AuDee※）[52]※全4回配信
- A&Gショップ Presents 田口尚平と前川涼子のスーパーラジオショッピング（2020年 - 2021年、超!A&G+※）[53]
- 東京カレンダーRADIO（2021年 - 、AuDee※）[54]
- 東京カレンダーRADIO〜AuDeeダイジェスト〜（2021年 - 、TOKYO FM）

### 映画
- ウルフハンターが行く！ アメリカ南北戦争編（2022年、ルーシー[55]）

### 吹き替え
- デイブレイク 〜世界が終わったその先で〜（2019年、アンジェリカ[2]）
- 最後の召喚師 -The Last Summoner-（2023年、緋影[56]）
- THE KILLER/暗殺者（2023年、ユンジ〈イ・ソヨン〉[57]）

### ナレーション
- 交通安全DVD『ズッコケロボの自転車の交通安全』[2]
- Amazon Audible『心を軽やかにする朝の瞑想』『通勤ストレス解消瞑想』『心地よい眠りのためのベッドで呼吸法』[2][58]

### テレビ番組
※はインターネット配信。
- 黒木ほの香と前川涼子の“まだまだこれからなんです！”（2019年 - 2023年、ニコニコ生放送※）[59]
- 前川涼子･藍原ことみの「お酒の美味しい夜がきた」（2020年 - 2021年、ニコニコ生放送※）[60]
- 前川涼子の実質家みたいなチャンネル（2021年 - 、ニコニコ生放送※）[61]
- ヘブバン情報局（2021年 - 、YouTube※）[62]
- 黒木ほの香と前川涼子のまだまだこれからなんです！SUPER（2023年 - 2024年、ニコニコ生放送※）[63][64]

### 舞台
- 僕とパンダとイーノと彼女（2012年、サキ[2]）
- はじまりのピース（2013年、リカ[2]）
- 集団NO PLAN第三回しれっと帰ってきました公演『ちょっといい話集めました短編集』（2015年）
- 集団NO PLAN第7回公演 朗読劇 『家族百景』（2019年7月6日・7日）[65]
- 劇団ヘロヘロQカムパニー第38回公演『冒険秘録 菊花大作戦』（2019年9月28日 - 10月6日、黒岩時子）[66]
- 麗和落語〜二〇二三 春の陣〜 第二陣（2023年4月23日）[67]
- 劇団ヘロヘロQカムパニー第40回公演『タイムアフターレコーディング』（2023年6月23日 - 7月2日）[68]
- WARAI-GOE（2023年8月25日）[69]
- 朗読劇『ネコたん！弐 ぷらす 〜猫町怪異奇譚〜』仮面遊戯殺猫事件（2025年6月22日〈予定〉）[70][71]

### 映像商品
- 「THE IDOLM@STER SHINY COLORS 1stLIVE FLY TO THE SHINY SKY」Blu-ray（2019年）[72]
- バンダイナムコエンターテインメントフェスティバル 2days LIVE Blu-ray（2020年）[73]
- 「THE IDOLM@STER SHINY COLORS MUSIC DAWN」Blu-ray（2021年）[74]
- 「THE IDOLM@STER SHINY COLORS 2ndLIVE STEP INTO THE SUNSET SKY」Blu-ray（2021年）[75]
- 「THE IDOLM@STER SHINY COLORS 3rdLIVE TOUR PIECE ON PLANET / NAGOYA / TOKYO / FUKUOKA」Blu-ray（2022年）[76]  [77]  [78]
- 「THE IDOLM@STER SHINY COLORS 4thLIVE 空は澄み、今を越えて。」Blu-ray（2022年）[79]
- バンダイナムコエンターテインメントフェスティバル 2nd 2days LIVE Blu-ray（2023年）[80]
- THE IDOLM@STER M@STERS OF IDOL WORLD!!!!! 2023 Blu-ray PERFECT BOX!!!!!（2023年）[81]
- 「THE IDOLM@STER SHINY COLORS 5thLIVE If I_wings.」Blu-ray（2023年）[82]
- 283PRODUCTION SOLO PERFORMANCE LIVE「我儘なまま」Blu-ray（2024年）[83]
- THE IDOLM@STER SHINY COLORS 5.5th Anniversary LIVE「星が見上げた空」Blu-ray（2024年）[84]
- 「異次元フェス アイドルマスター★♥ラブライブ！歌合戦」Blu-ray（2024年）[85]
- 「THE IDOLM@STER SHINY COLORS 6thLIVE TOUR Come and Unite!」Blu-ray（2025年）[86]

### その他コンテンツ
- ラジオCM メニコン コンタクトレンズ メルスプラン（友達[2]）
- PS4『バイオハザード アンブレラコア』アンブレラコアガールズ（2016年）[87]
- LINEスタンプ『アイドルマスター シャイニーカラーズ』（2019年 - 2020年、大崎甜花） - 2作品

## ディスコグラフィ

### キャラクターソング
| 発売日   | 商品名 | 歌 | 楽曲 | 備考                                                                             |
| 2015年   | 2015年 | 2015年 | 2015年 | 2015年                                                                           |
| -------- | --- | --- | --- | -------------------------------------------------------------------------------- |
| 9月16日  | 心が叫びたがってるんだ。オリジナルサウンドトラック                                                                | 少女［仁藤菜月（雨宮天）］、街の人々 | 「word word word」 | 劇場アニメ『心が叫びたがってるんだ。』劇中歌                                     |
| 9月16日  | 心が叫びたがってるんだ。オリジナルサウンドトラック                                                                | 少女（心の声）［成瀬順（水瀬いのり）］、玉子［田崎大樹（細谷佳正）］、世界の人々 | 「心が叫びだす」 | 劇場アニメ『心が叫びたがってるんだ。』劇中歌                                     |
| 2016年   | | | |                                                                                  |
| 12月21日 | ステラのまほう オリジナルサウンドトラック                                                                         | たまき（長縄まりあ）とゆみね（前川涼子） | 「ヨナカジカル」 | テレビアニメ『ステラのまほう』エンディングテーマ                                 |
| 12月21日 | ステラのまほう BD・DVD第1巻特典CD                                                                                 | たまき（長縄まりあ）とゆみね（前川涼子） | 「YOKUBARI WARS!!」 | テレビアニメ『ステラのまほう』関連曲                                             |
| 2018年   | | | |                                                                                  |
| 6月6日   | THE IDOLM@STER SHINY COLORS BRILLI@NT WING 01 Spread the Wings!!                                                  | シャイニーカラーズ | 「Spread the Wings!!」 「Multicolored Sky」 | ゲーム『アイドルマスター シャイニーカラーズ』テーマソング                        |
| 10月3日  | THE IDOLM@STER SHINY COLORS BRILLI@NT WING 05 アルストロメリア                                                    | アルストロメリア | 「アルストロメリア」 「ハピリリ」 「Spread the Wings!!」 | ゲーム『アイドルマスター シャイニーカラーズ』関連曲                              |
| 12月19日 | THE IDOLM@STER SHINY COLORS SE@SONAL WINTER                                                                       | シャイニーカラーズ | 「SNOW FLAKES MEMORIES」 「Let's get a chance」 | ゲーム『アイドルマスター シャイニーカラーズ』関連曲                              |
| 2019年   | | | |                                                                                  |
| 3月9日   | THE IDOLM@STER SHINY COLORS SOLO COLLECTION -1stLIVE FLY TO THE SHINY SKY-                                        | 大崎甜花（前川涼子） | 「アルストロメリア」 | ゲーム『アイドルマスター シャイニーカラーズ』関連曲                              |
| 4月10日  | THE IDOLM@STER SHINY COLORS FR@GMENT WING 01                                                                      | シャイニーカラーズ | 「Ambitious Eve」 「いつか Shiny Days」 | ゲーム『アイドルマスター シャイニーカラーズ』関連曲                              |
| 8月18日  | THE IDOLM@STER SHINY COLORS SOLO COLLECTION -SUMMER PARTY 2019-                                                   | 大崎甜花（前川涼子） | 「ハピリリ」 | ゲーム『アイドルマスター シャイニーカラーズ』関連曲                              |
| 8月21日  | THE IDOLM@STER SHINY COLORS FR@GMENT WING 05                                                                      | アルストロメリア | 「Bloomy!」 「Love Addiction」 「Ambitious Eve」 | ゲーム『アイドルマスター シャイニーカラーズ』関連曲                              |
| 12月18日 | THE IDOLM@STER SHINY COLORS FUTURITY SMILE                                                                        | シャイニーカラーズ | 「FUTURITY SMILE」 「Spread the Wings!!」 | ゲーム『アイドルマスター シャイニーカラーズ』関連曲                              |
| 2020年   | | | |                                                                                  |
| 2月12日  | THE IDOLM@STER SHINY COLORS SWEET♡STEP                                                                            | シャイニーカラーズ | 「SWEET♡STEP」 「Multicolored Sky」 | ゲーム『アイドルマスター シャイニーカラーズ』関連曲                              |
| 3月21日  | THE IDOLM@STER SHINY COLORS SOLO COLLECTION -SPRING PARTY 2020-                                                   | 大崎甜花（前川涼子） | 「Bloomy!」 | ゲーム『アイドルマスター シャイニーカラーズ』関連曲                              |
| 4月8日   | THE IDOLM@STER SHINY COLORS GR@DATE WING 01                                                                       | シャイニーカラーズ | 「シャイノグラフィ」 「Dye the sky.」 | ゲーム『アイドルマスター シャイニーカラーズ』関連曲                              |
| 7月29日  | THE IDOLM@STER SHINY COLORS SOLO COLLECTION -2ndLIVE STEP INTO THE SUNSET SKY-                                    | 大崎甜花（前川涼子） | 「Love Addiction」 | ゲーム『アイドルマスター シャイニーカラーズ』関連曲                              |
| 7月29日  | THE IDOLM@STER SHINY COLORS デビ太郎 VS ジャスティスV                                                             | 大崎甜花（前川涼子） | 「デビ太郎のうた」 | ゲーム『アイドルマスター シャイニーカラーズ』関連曲                              |
| 10月31日 | THE IDOLM@STER SHINY COLORS SOLO COLLECTION -MUSIC DAWN-                                                          | 大崎甜花（前川涼子） | 「SNOW FLAKES MEMORIES」 | ゲーム『アイドルマスター シャイニーカラーズ』関連曲                              |
| 12月9日  | THE IDOLM@STER SHINY COLORS GR@DATE WING 05                                                                       | アルストロメリア | 「ダブル・イフェクト」 「Anniversary」 「シャイノグラフィ」 | ゲーム『アイドルマスター シャイニーカラーズ』関連曲                              |
| 2021年   | | | |                                                                                  |
| 2月17日  | THE IDOLM@STER SHINY COLORS COLORFUL FE@THERS -Luna-                                                              | Team.Luna | 「リフレクトサイン」 | ゲーム『アイドルマスター シャイニーカラーズ』関連曲                              |
| 2月17日  | THE IDOLM@STER SHINY COLORS COLORFUL FE@THERS -Luna-                                                              | 大崎甜花（前川涼子） | 「また明日」 | ゲーム『アイドルマスター シャイニーカラーズ』関連曲                              |
| 4月14日  | THE IDOLM@STER SHINY COLORS L@YERED WING 01                                                                       | シャイニーカラーズ | 「Resonance⁺」 「Color Days」 | ゲーム『アイドルマスター シャイニーカラーズ』関連曲                              |
| 4月24日  | THE IDOLM@STER SHINY COLORS SOLO COLLECTION -3rdLIVE TOUR PIECE ON PLANET / TOKYO-                                | 大崎甜花（前川涼子） | 「ダブル・イフェクト」 | ゲーム『アイドルマスター シャイニーカラーズ』関連曲                              |
| 5月29日  | THE IDOLM@STER SHINY COLORS SOLO COLLECTION -3rdLIVE TOUR PIECE ON PLANET / FUKUOKA-                              | 大崎甜花（前川涼子） | 「Anniversary」 | ゲーム『アイドルマスター シャイニーカラーズ』関連曲                              |
| 6月2日   | 弱キャラ友崎くん BD・DVD第4巻特典CD                                                                               | 夏林花火（前川涼子） | 「私の心の伝えかた」 | テレビアニメ『弱キャラ友崎くん』関連曲                                           |
| 6月2日   | 弱キャラ友崎くん BD・DVD第4巻特典CD                                                                               | 夏林花火（前川涼子） | 「あやふわアスタリスク」 | OVA『弱キャラ友崎くん』エンディングテーマ                                        |
| 8月4日   | 弱キャラ友崎くん BD・DVD第6巻特典CD                                                                               | 日南葵（金元寿子）、七海みなみ（長谷川育美）、菊池風香（茅野愛衣）、夏林花火（前川涼子）、泉優鈴（稗田寧々） | 「カラフルエンドエピローグ」 | テレビアニメ『弱キャラ友崎くん』関連曲                                           |
| 8月18日  | THE IDOLM@STER SHINY COLORS L@YERED WING 05                                                                       | アルストロメリア | 「パステルカラー パスカラカラー」 「ラブ・ボナペティート」 「Resonance⁺」 | ゲーム『アイドルマスター シャイニーカラーズ』関連曲                              |
| 10月6日  | THE IDOLM@STER STARLIT SEASON 00 GR@TITUDE                                                                        | Project LUMINOUS | 「GR@TITUDE」 | ゲーム『アイドルマスター スターリットシーズン』関連曲                            |
| 10月6日  | THE IDOLM@STER STARLIT SEASON 00 GR@TITUDE ランティス盤                                                           | シャイニーカラーズ | 「GR@TITUDE」 | ゲーム『アイドルマスター スターリットシーズン』関連曲                            |
| 12月1日  | THE IDOLM@STER STARLIT SEASON 01                                                                                  | Project LUMINOUS | 「THE IDOLM@STER」 | ゲーム『アイドルマスター スターリットシーズン』関連曲                            |
| 12月1日  | THE IDOLM@STER STARLIT SEASON 01                                                                                  | 765PRO ALLSTARS、シャイニーカラーズ | 「Spread the Wings!!」 | ゲーム『アイドルマスター スターリットシーズン』関連曲                            |
| 12月1日  | THE IDOLM@STER STARLIT SEASON 01                                                                                  | 天海春香（中村繪里子）、水瀬伊織（釘宮理恵）、菊地真（平田宏美）、我那覇響（沼倉愛美）、安部菜々（三宅麻理恵）、双葉杏（五十嵐裕美）、春日未来（山崎はるか）、大崎甘奈（黒木ほの香）、大崎甜花（前川涼子）、奥空心白（田中あいみ）                                         | 「SESSION!」 | ゲーム『アイドルマスター スターリットシーズン』関連曲                            |
| 2022年   | | | |                                                                                  |
| 1月19日  | THE IDOLM@STER STARLIT SEASON 02                                                                                  | 765PRO ALLSTARS、シャイニーカラーズ | 「READY!!」 | ゲーム『アイドルマスター スターリットシーズン』関連曲                            |
| 1月19日  | THE IDOLM@STER STARLIT SEASON 02                                                                                  | シャイニーカラーズ | 「Multicolored Sky」 | ゲーム『アイドルマスター スターリットシーズン』関連曲                            |
| 2月14日  | THE IDOLM@STER SHINY COLORS SOLO COLLECTION -L@YERED WING part 1-                                                 | 大崎甜花（前川涼子） | 「パステルカラー パスカラカラー」 | ゲーム『アイドルマスター シャイニーカラーズ』関連曲                              |
| 2月14日  | THE IDOLM@STER SHINY COLORS SOLO COLLECTION -L@YERED WING part 2-                                                 | 大崎甜花（前川涼子） | 「ラブ・ボナペティート」 | ゲーム『アイドルマスター シャイニーカラーズ』関連曲                              |
| 3月2日   | THE IDOLM@STER STARLIT SEASON 03                                                                                  | シャイニーカラーズ | 「Ambitious Eve」 | ゲーム『アイドルマスター スターリットシーズン』関連曲                            |
| 4月13日  | THE IDOLM@STER STARLIT SEASON 04                                                                                  | 天海春香（中村繪里子）、水瀬伊織（釘宮理恵）、菊地真（平田宏美）、我那覇響（沼倉愛美）、安部菜々（三宅麻理恵）、双葉杏（五十嵐裕美）、春日未来（山崎はるか）、田中琴葉（種田梨沙）、大崎甘奈（黒木ほの香）、大崎甜花（前川涼子）、奥空心白（田中あいみ）、詩花（高橋李依） | 「KAWAII ウォーズ」 | ゲーム『アイドルマスター スターリットシーズン』関連曲                            |
| 4月13日  | THE IDOLM@STER STARLIT SEASON 04                                                                                  | Project LUMINOUS、DIAMANT | 「GR＠TITUDE」 | ゲーム『アイドルマスター スターリットシーズン』関連曲                            |
| 4月13日  | THE IDOLM@STER SHINY COLORS PANOR@MA WING 01                                                                      | シャイニーカラーズ | 「虹の行方」 「Daybreak Age」 | ゲーム『アイドルマスター シャイニーカラーズ』関連曲                              |
| 4月23日  | THE IDOLM@STER SHINY COLORS Synthe-Side 03                                                                        | イルミネーションスターズ、アルストロメリア、シーズ | 「Secret utopIA」 | ゲーム『アイドルマスター シャイニーカラーズ』関連曲                              |
| 4月23日  | THE IDOLM@STER SHINY COLORS Synthe-Side 03                                                                        | 大崎甜花（前川涼子） | 「Secret utopIA」 | ゲーム『アイドルマスター シャイニーカラーズ』関連曲                              |
| 8月10日  | THE IDOLM@STER SHINY COLORS PANOR@MA WING 05                                                                      | アルストロメリア | 「VERY BERRY LOVE」 「Give me some more…」 「虹の行方」 | ゲーム『アイドルマスター シャイニーカラーズ』関連曲                              |
| 12月7日  | THE IDOLM@STER SHINY COLORS OFF VOCAL COLLECTION 02                                                               | Team.Luna | 「リフレクトサイン」 | ゲーム『アイドルマスター シャイニーカラーズ』関連曲                              |
| 12月14日 | Job for a Rockstar                                                                                                | She is Legend | 「ありふれたBattle Song 〜いつも戦闘は面倒だ〜」 「Muramasa Blade!」 | ゲーム『ヘブンバーンズレッド』劇中歌                                             |
| 2023年   | | | |                                                                                  |
| 1月18日  | THE IDOLM@STER SHINY COLORS WING COLLECTION -A side-                                                              | シャイニーカラーズ | 「Spread the Wings!! -25 colors-」 「Ambitious Eve -25 colors-」 「シャイノグラフィ -25 colors-」 「Resonance⁺ -25 colors-」 「SNOW FLAKES MEMORIES -25 colors-」 「FUTURITY SMILE -25 colors-」 | ゲーム『アイドルマスター シャイニーカラーズ』関連曲                              |
| 2月8日   | THE IDOLM@STER SHINY COLORS WING COLLECTION -B side-                                                              | シャイニーカラーズ | 「Multicolored Sky -25 colors-」 「いつか Shiny Days -25 colors-」 「Dye the sky. -25 colors-」 「Color Days -25 colors-」 「Let's get a chance -25 colors-」 「SWEET♡STEP -25 colors-」         | ゲーム『アイドルマスター シャイニーカラーズ』関連曲                              |
| 2月11日  | THE IDOLM@STER SHINY COLORS SOLO COLLECTION -M@STERS OF IDOL WORLD!!!!! 2023-                                     | 大崎甜花（前川涼子） | 「Let’s get a chance」 | ゲーム『アイドルマスター シャイニーカラーズ』関連曲                              |
| 3月18日  | THE IDOLM@STER SHINY COLORS SOLO COLLECTION -5thLIVE If I_wings. part1-                                           | 大崎甜花（前川涼子） | 「VERY BERRY LOVE」 | ゲーム『アイドルマスター シャイニーカラーズ』関連曲                              |
| 3月18日  | THE IDOLM@STER SHINY COLORS SOLO COLLECTION -5thLIVE If I_wings. part2-                                           | 大崎甜花（前川涼子） | 「Give me some more…」 | ゲーム『アイドルマスター シャイニーカラーズ』関連曲                              |
| 7月12日  | THE IDOLM@STER SHINY COLORS “CANVAS” 04                                                                           | アルストロメリア | 「メッセージ」 「Love Letter」 「グラデーション」 | ゲーム『アイドルマスター シャイニーカラーズ』関連曲                              |
| 7月22日  | THE IDOLM@STER SHINY COLORS SOLO COLLECTION -SOLO PERFORMANCE LIVE 我儘なまま Luna-                               | 大崎甜花（前川涼子） | 「リフレクトサイン」 | ゲーム『アイドルマスター シャイニーカラーズ』関連曲                              |
| 10月18日 | THE IDOLM@STER SHINY COLORS Song for Prism 星の声                                                                 | シャイニーカラーズ | 「星の声」 | ゲーム『アイドルマスター シャイニーカラーズ Song for Prism』テーマソング         |
| 2024年   | | | |                                                                                  |
| 1月24日  | THE IDOLM@STER SHINY COLORS Song for Prism 裸足じゃイラレナイ / 明日もBeautiful Day                               | アルストロメリア | 「明日もBeautiful Day」 | ゲーム『アイドルマスター シャイニーカラーズ Song for Prism』関連曲               |
| 3月2日   | THE IDOLM@STER SHINY COLORS SOLO COLLECTION -6thLIVE TOUR Come and Unite! part1-                                  | 大崎甜花（前川涼子） | 「メッセージ」 | ゲーム『アイドルマスター シャイニーカラーズ』関連曲                              |
| 3月2日   | THE IDOLM@STER SHINY COLORS SOLO COLLECTION -6thLIVE TOUR Come and Unite! part2-                                  | 大崎甜花（前川涼子） | 「Love Letter」 | ゲーム『アイドルマスター シャイニーカラーズ』関連曲                              |
| 3月2日   | THE IDOLM@STER SHINY COLORS SOLO COLLECTION -6thLIVE TOUR Come and Unite! part3-                                  | 大崎甜花（前川涼子） | 「グラデーション」 | ゲーム『アイドルマスター シャイニーカラーズ』関連曲                              |
| 4月10日  | THE IDOLM@STER SHINY COLORS ツバサグラビティ                                                                      | シャイニーカラーズ | 「ツバサグラビティ」 | テレビアニメ『アイドルマスター シャイニーカラーズ』オープニングテーマ            |
| 4月10日  | THE IDOLM@STER SHINY COLORS ツバサグラビティ                                                                      | アルストロメリア | 「ツバサグラビティ」 | テレビアニメ『アイドルマスター シャイニーカラーズ』関連曲                        |
| 7月27日  | THE IDOLM@STER SHINY COLORS LIVE FUN!! -Beyond the Blue sky part1-                                                | 大崎甜花（前川涼子） | 「ツバサグラビティ」 | テレビアニメ『アイドルマスター シャイニーカラーズ』関連曲                        |
| 8月7日   | THE IDOLM@STER SHINY COLORS ECHOES 04                                                                             | アルストロメリア | 「アスタラブビスタ」 「DAYDREAM LOVE」 「Migratory Echoes」 | ゲーム『アイドルマスター シャイニーカラーズ』関連曲                              |
| 9月25日  | THE IDOLM@STER SHINY COLORS Song for Prism After Run / mellow mellow                                              | アルストロメリア | 「mellow mellow」 | ゲーム『アイドルマスター シャイニーカラーズ Song for Prism』関連曲               |
| 10月5日  | THE IDOLM@STER SHINY COLORS SOLO COLLECTION -6.5th Anniversary LIVE “Chapter 283”-                                | 大崎甜花（前川涼子） | 「明日もBeautiful Day」 | ゲーム『アイドルマスター シャイニーカラーズ Song for Prism』関連曲               |
| 10月9日  | THE IDOLM@STER SHINY COLORS プリズムフレア                                                                        | シャイニーカラーズ | 「プリズムフレア」 | テレビアニメ『アイドルマスター シャイニーカラーズ 2nd season』オープニングテーマ |
| 10月9日  | THE IDOLM@STER SHINY COLORS プリズムフレア                                                                        | アルストロメリア | 「プリズムフレア」 | テレビアニメ『アイドルマスター シャイニーカラーズ 2nd season』関連曲             |
| 10月30日 | THE IDOLM@STER SHINY COLORS Happy Surprise Trick!                                                                 | 田中摩美々（菅沼千紗）、白瀬咲耶（八巻アンナ）、杜野凛世（丸岡和佳奈）、大崎甜花（前川涼子）、和泉愛依（北原沙弥香） | 「Midnight parade!」 | テレビアニメ『アイドルマスター シャイニーカラーズ 2nd season』関連曲             |
| 10月30日 | THE IDOLM@STER SHINY COLORS Happy Surprise Trick!                                                                 | シャイニーカラーズ | 「Poison Berry Daughters」 | テレビアニメ『アイドルマスター シャイニーカラーズ 2nd season』関連曲             |
| 11月20日 | THE IDOLM@STER SHINY COLORS Song for Prism C’mon! Join Us / 愛なView / サマーサマーオーシャンパーリィバケーション | シャイニーカラーズ | 「C’mon! Join Us」 「愛なView」 | ゲーム『アイドルマスター シャイニーカラーズ Song for Prism』関連曲               |
| 11月20日 | THE IDOLM@STER SHINY COLORS Song for Prism C’mon! Join Us / 愛なView / サマーサマーオーシャンパーリィバケーション | 八宮めぐる（峯田茉優）、三峰結華（希水しお）、小宮果穂（河野ひより）、大崎甜花（前川涼子）、黛冬優子（幸村恵理）、福丸小糸（田嶌紗蘭）、緋田美琴（山根綺）、郁田はるき（小澤麗那）                                                                                         | 「サマーサマーオーシャンパーリィバケーション」 | ゲーム『アイドルマスター シャイニーカラーズ Song for Prism』関連曲               |
| 12月25日 | THE IDOLM@STER SHINY COLORS Over the prism                                                                        | アルストロメリア | 「With you」 | テレビアニメ『アイドルマスター シャイニーカラーズ 2nd season』関連曲             |
| 12月25日 | THE IDOLM@STER SHINY COLORS Over the prism                                                                        | シャイニーカラーズ | 「プリズムフレア -23 colors-」 | テレビアニメ『アイドルマスター シャイニーカラーズ 2nd season』関連曲             |
| 2025年   | | | |                                                                                  |
| 1月22日  | THE IDOLM@STER SHINY COLORS ECHOES 09                                                                             | シャイニーカラーズ | 「Migratory Echoes」 | ゲーム『アイドルマスター シャイニーカラーズ』関連曲                              |
| 3月1日   | THE IDOLM@STER SHINY COLORS SOLO COLLECTION -2nd season LIVE Over the prism part1-                                | 大崎甜花（前川涼子） | 「プリズムフレア」 | テレビアニメ『アイドルマスター シャイニーカラーズ 2nd season』関連曲             |
| 3月1日   | THE IDOLM@STER SHINY COLORS SOLO COLLECTION -2nd season LIVE Over the prism part2-                                | 大崎甜花（前川涼子） | 「With you」 | テレビアニメ『アイドルマスター シャイニーカラーズ 2nd season』関連曲             |
| 3月1日   | THE IDOLM@STER SHINY COLORS SOLO COLLECTION -2nd season LIVE Over the prism part3-                                | 大崎甜花（前川涼子） | 「Midnight parade!」 | テレビアニメ『アイドルマスター シャイニーカラーズ 2nd season』関連曲             |
| 3月1日   | THE IDOLM@STER SHINY COLORS SOLO COLLECTION -2nd season LIVE Over the prism part4-                                | 大崎甜花（前川涼子） | 「Poison Berry Daughters」 | テレビアニメ『アイドルマスター シャイニーカラーズ 2nd season』関連曲             |

### その他参加楽曲
| 発売日        | 商品名                                           | 歌                                                   | 楽曲                  | 備考                                                         |
| ------------- | ------------------------------------------------ | ---------------------------------------------------- | --------------------- | ------------------------------------------------------------ |
| 2022年12月5日 | 283PRODUCTION UNIT LIVE SETSUNA BEAT ORIGINAL CD | 黒木ほの香、前川涼子、芝崎典子                       | 「Happy Funny Lucky」 | ライブイベント『283PRODUCTION UNIT LIVE SETSUNA BEAT』関連曲 |
| 2022年12月5日 | 283PRODUCTION UNIT LIVE SETSUNA BEAT ORIGINAL CD | 黒木ほの香、白石晴香、岡咲美保、前川涼子、和久井優   | 「OH MY GOD」         | ライブイベント『283PRODUCTION UNIT LIVE SETSUNA BEAT』関連曲 |
| 2022年12月5日 | 283PRODUCTION UNIT LIVE SETSUNA BEAT ORIGINAL CD | 前川涼子、丸岡和佳奈、田嶌紗蘭、岡咲美保、永井真里子 | 「Black Reverie」     | ライブイベント『283PRODUCTION UNIT LIVE SETSUNA BEAT』関連曲 |

### シリーズ一覧
1. ↑  第1期（2018年）、第2期第1部（2021年）
2. ↑  第1期（2020年）、第2期『みっくす！』（2021年）
3. ↑  第1期（2021年）、第2期『2nd STAGE』（2024年）
4. ↑  第2期『STONE WARS』（2021年）、第3期『NEW WORLD』第1クール（2023年）
5. ↑  第1期第2クール（2021年）、第2期『無職転生 II 〜異世界行ったら本気だす〜』第2クール（2024年）
6. ↑  1st season（2022年 - 2023年）、2nd season（2023年）
7. ↑  Season1（2022年）、Season2（2023年）
8. ↑  1st season（2024年）、2nd season（2024年）

### ユニットメンバー
1. ↑  明田川慎二郎（柳田淳一）、石川朱美（諏訪彩花）、岩田晋一（手塚ヒロミチ）、岡田愛美（東内マリ子）、小田桐芭那（葉山いくみ）、北村よし子（加隈亜衣）、渋谷昭久（天﨑滉平）、清水亮（木島隆一）、高村香織（久保ユリカ）、栃倉千穂（前川涼子）、錦織拓哉（山下誠一郎）、福島竜二（石谷春貴）、三上聖名子（芳野由奈）、渡辺美沙（三宅麻理恵）
2. ↑  宇野陽子（高橋李依）、相沢基紀（大山鎬則）、明田川慎二郎（柳田淳一）、岩田晋一（手塚ヒロミチ）、清水亮（木島隆一）、鈴木章子（田澤茉純）、栃倉千穂（前川涼子）、錦織拓哉（山下誠一郎）、三上聖名子（芳野由奈）、渡辺美沙（三宅麻理恵）
3. 1 2  櫻木真乃（関根瞳）、風野灯織（近藤玲奈）、八宮めぐる（峯田茉優）、月岡恋鐘（礒部花凜）、田中摩美々（菅沼千紗）、白瀬咲耶（八巻アンナ）、三峰結華（成海瑠奈）、幽谷霧子（結名美月）、小宮果穂（河野ひより）、園田智代子（白石晴香）、西城樹里（永井真里子）、杜野凛世（丸岡和佳奈）、有栖川夏葉（涼本あきほ）、大崎甘奈（黒木ほの香）、大崎甜花（前川涼子）、桑山千雪（芝崎典子）
4. 1 2 3 4 5 6 7 8 9 10 11 12 13  大崎甘奈（黒木ほの香）、大崎甜花（前川涼子）、桑山千雪（芝崎典子）
5. 1 2 3  櫻木真乃（関根瞳）、風野灯織（近藤玲奈）、八宮めぐる（峯田茉優）、月岡恋鐘（礒部花凜）、田中摩美々（菅沼千紗）、白瀬咲耶（八巻アンナ）、三峰結華（成海瑠奈）、幽谷霧子（結名美月）、小宮果穂（河野ひより）、園田智代子（白石晴香）、西城樹里（永井真里子）、杜野凛世（丸岡和佳奈）、有栖川夏葉（涼本あきほ）、大崎甘奈（黒木ほの香）、大崎甜花（前川涼子）、桑山千雪（芝崎典子）、芹沢あさひ（田中有紀）、黛冬優子（幸村恵理）、和泉愛依（北原沙弥香）
6. ↑  櫻木真乃（関根瞳）、風野灯織（近藤玲奈）、八宮めぐる（峯田茉優）、月岡恋鐘（礒部花凜）、田中摩美々（菅沼千紗）、白瀬咲耶（八巻アンナ）、三峰結華（成海瑠奈）、幽谷霧子（結名美月）、小宮果穂（河野ひより）、園田智代子（白石晴香）、西城樹里（永井真里子）、杜野凛世（丸岡和佳奈）、有栖川夏葉（涼本あきほ）、大崎甘奈（黒木ほの香）、大崎甜花（前川涼子）、桑山千雪（芝崎典子）、芹沢あさひ（田中有紀）、黛冬優子（幸村恵理）、和泉愛依（北原沙弥香）、浅倉透（和久井優）、樋口円香（土屋李央）、福丸小糸（田嶌紗蘭）、市川雛菜（岡咲美保）
7. ↑  風野灯織（近藤玲奈）、田中摩美々（菅沼千紗）、三峰結華（成海瑠奈）、幽谷霧子（結名美月）、杜野凛世（丸岡和佳奈）、大崎甜花（前川涼子）、和泉愛依（北原沙弥香）、福丸小糸（田嶌紗蘭）
8. ↑  櫻木真乃（関根瞳）、風野灯織（近藤玲奈）、八宮めぐる（峯田茉優）、月岡恋鐘（礒部花凜）、田中摩美々（菅沼千紗）、白瀬咲耶（八巻アンナ）、三峰結華（成海瑠奈）、幽谷霧子（結名美月）、小宮果穂（河野ひより）、園田智代子（白石晴香）、西城樹里（永井真里子）、杜野凛世（丸岡和佳奈）、有栖川夏葉（涼本あきほ）、大崎甘奈（黒木ほの香）、大崎甜花（前川涼子）、桑山千雪（芝崎典子）、芹沢あさひ（田中有紀）、黛冬優子（幸村恵理）、和泉愛依（北原沙弥香）、浅倉透（和久井優）、樋口円香（土屋李央）、福丸小糸（田嶌紗蘭）、市川雛菜（岡咲美保）、七草にちか（紫月杏朱彩）、緋田美琴（山根綺）
9. 1 2 3  天海春香（中村繪里子）、星井美希（長谷川明子）、如月千早（今井麻美）、高槻やよい（仁後真耶子）、萩原雪歩（浅倉杏美）、菊地真（平田宏美）、双海亜美 / 真美（下田麻美）、水瀬伊織（釘宮理恵）、三浦あずさ（たかはし智秋）、四条貴音（原由実）、我那覇響（沼倉愛美）、秋月律子（若林直美）、安部菜々（三宅麻理恵）、神崎蘭子（内田真礼）、城ヶ崎美嘉（佳村はるか）、双葉杏（五十嵐裕美）、諸星きらり（松嵜麗）、春日未来（山崎はるか）、最上静香（田所あずさ）、伊吹翼（Machico）、白石紬（南早紀）、桜守歌織（香里有佐）、白瀬咲耶（八巻アンナ）、小宮果穂（河野ひより）、杜野凛世（丸岡和佳奈）、大崎甘奈（黒木ほの香）、大崎甜花（前川涼子）、奥空心白（田中あいみ）
10. 1 2  白瀬咲耶（八巻アンナ）、小宮果穂（河野ひより）、杜野凛世（丸岡和佳奈）、大崎甘奈（黒木ほの香）、大崎甜花（前川涼子）
11. 1 2  天海春香（中村繪里子）、星井美希（長谷川明子）、如月千早（今井麻美）、高槻やよい（仁後真耶子）、萩原雪歩（浅倉杏美）、菊地真（平田宏美）、双海亜美 / 真美（下田麻美）、水瀬伊織（釘宮理恵）、三浦あずさ（たかはし智秋）、四条貴音（原由実）、我那覇響（沼倉愛美）、秋月律子（若林直美）
12. 1 2 3  白瀬咲耶（八巻アンナ）、小宮果穂（河野ひより）、杜野凛世（丸岡和佳奈）、大崎甘奈（黒木ほの香）、大崎甜花（前川涼子）、田中摩美々（菅沼千紗）
13. ↑  玲音（茅原実里）、詩花（高橋李依）、亜夜（日高里菜）
14. 1 2 3  櫻木真乃（関根瞳）、風野灯織（近藤玲奈）、八宮めぐる（峯田茉優）、月岡恋鐘（礒部花凜）、田中摩美々（菅沼千紗）、白瀬咲耶（八巻アンナ）、三峰結華（希水しお）、幽谷霧子（結名美月）、小宮果穂（河野ひより）、園田智代子（白石晴香）、西城樹里（永井真里子）、杜野凛世（丸岡和佳奈）、有栖川夏葉（涼本あきほ）、大崎甘奈（黒木ほの香）、大崎甜花（前川涼子）、桑山千雪（芝崎典子）、芹沢あさひ（田中有紀）、黛冬優子（幸村恵理）、和泉愛依（北原沙弥香）、浅倉透（和久井優）、樋口円香（土屋李央）、福丸小糸（田嶌紗蘭）、市川雛菜（岡咲美保）、七草にちか（紫月杏朱彩）、緋田美琴（山根綺）
15. ↑  櫻木真乃（関根瞳）、風野灯織（近藤玲奈）、八宮めぐる（峯田茉優）
16. ↑  七草にちか（紫月杏朱彩）、緋田美琴（山根綺）
17. ↑  風野灯織（近藤玲奈）、田中摩美々（菅沼千紗）、三峰結華（希水しお）、幽谷霧子（結名美月）、杜野凛世（丸岡和佳奈）、大崎甜花（前川涼子）、和泉愛依（北原沙弥香）、福丸小糸（田嶌紗蘭）
18. ↑  茅森月歌（XAI）、朝倉可憐（鈴木このみ） / スクリーム：カレン（Ayumu） / コーラス：和泉ユキ（前川涼子）、逢川めぐみ（伊波杏樹）、東城つかさ（天海由梨奈）、國見タマ（古賀葵）
19. 1 2 3  櫻木真乃（関根瞳）、風野灯織（近藤玲奈）、八宮めぐる（峯田茉優）、月岡恋鐘（礒部花凜）、田中摩美々（菅沼千紗）、白瀬咲耶（八巻アンナ）、三峰結華（希水しお）、幽谷霧子（結名美月）、小宮果穂（河野ひより）、園田智代子（白石晴香）、西城樹里（永井真里子）、杜野凛世（丸岡和佳奈）、有栖川夏葉（涼本あきほ）、大崎甘奈（黒木ほの香）、大崎甜花（前川涼子）、桑山千雪（芝崎典子）、芹沢あさひ（田中有紀）、黛冬優子（幸村恵理）、和泉愛依（北原沙弥香）、浅倉透（和久井優）、樋口円香（土屋李央）、福丸小糸（田嶌紗蘭）、市川雛菜（岡咲美保）、七草にちか（紫月杏朱彩）、緋田美琴（山根綺）、斑鳩ルカ（川口莉奈）、鈴木羽那（三川華月）、郁田はるき（小澤麗那）
20. ↑  櫻木真乃（関根瞳）、風野灯織（近藤玲奈）、八宮めぐる（峯田茉優）、月岡恋鐘（礒部花凜）、田中摩美々（菅沼千紗）、白瀬咲耶（八巻アンナ）、三峰結華（希水しお）、幽谷霧子（結名美月）、小宮果穂（河野ひより）、園田智代子（白石晴香）、西城樹里（永井真里子）、杜野凛世（丸岡和佳奈）、有栖川夏葉（涼本あきほ）、大崎甘奈（黒木ほの香）、大崎甜花（前川涼子）、桑山千雪（芝崎典子）
21. 1 2  櫻木真乃（関根瞳）、風野灯織（近藤玲奈）、八宮めぐる（峯田茉優）、月岡恋鐘（礒部花凜）、田中摩美々（菅沼千紗）、白瀬咲耶（八巻アンナ）、三峰結華（希水しお）、幽谷霧子（結名美月）、小宮果穂（河野ひより）、園田智代子（白石晴香）、西城樹里（永井真里子）、杜野凛世（丸岡和佳奈）、有栖川夏葉（涼本あきほ）、大崎甘奈（黒木ほの香）、大崎甜花（前川涼子）、桑山千雪（芝崎典子）、芹沢あさひ（田中有紀）、黛冬優子（幸村恵理）、和泉愛依（北原沙弥香）
22. ↑  櫻木真乃（関根瞳）、風野灯織（近藤玲奈）、八宮めぐる（峯田茉優）、月岡恋鐘（礒部花凜）、田中摩美々（菅沼千紗）、白瀬咲耶（八巻アンナ）、三峰結華（希水しお）、幽谷霧子（結名美月）、小宮果穂（河野ひより）、園田智代子（白石晴香）、西城樹里（永井真里子）、杜野凛世（丸岡和佳奈）、有栖川夏葉（涼本あきほ）、大崎甘奈（黒木ほの香）、大崎甜花（前川涼子）、桑山千雪（芝崎典子）、芹沢あさひ（田中有紀）、黛冬優子（幸村恵理）、和泉愛依（北原沙弥香）、浅倉透（和久井優）、樋口円香（土屋李央）、福丸小糸（田嶌紗蘭）、市川雛菜（岡咲美保）